# Prosena rufiventris
Prosena rufiventris är en tvåvingeart som beskrevs av Macquart 1847. Prosena rufiventris ingår i släktet Prosena och familjen parasitflugor. Inga underarter finns listade i Catalogue of Life.